# ナルキッソス (カラヴァッジョ)
『ナルキッソス』（伊: Narciso、英: Narcissus）は、イタリア・バロック期の巨匠カラヴァッジョが1597–1599年ごろ、キャンバス上に油彩で制作した絵画である。一時期、カラヴァッジョの真筆性が疑われたが、1916年、美術史家ロベルト・ロンギにより最初にカラヴァッジョに帰属され、現在では概ね真筆であるとされる。作品は、ローマのバルベリーニ宮国立古典絵画館に所蔵されている。

## 背景
ナルキッソスの物語は、ダンテ (『神曲』「天国編」3.18–19) やペトラルカ (『歌曲集』 45–46) などの文学作品で言及され、叙述された。この物語は、カラヴァッジョが交流していたフランチェスコ・マリア・デル・モンテ枢機卿、銀行家ヴィンチェンツォ・ジュスティニアーニなどの収集家たちのサークルではよく知られたものであり、カラヴァッジョの友人の詩人ジャンバッティスタ・マリーノはナルキッソスに関する記述をしている。
ナルキッソスの物語は、とりわけ芸術家たちにとって魅力的なものであった。理論家レオン・バッティスタ・アルベルティは以下のように述べている。

だから、私は友人たちと話していていったのである、詩人たちの格言に従うなら、花に身を変えたナルキッソスこそ絵画の発明者だったのだ、と。... 絵を描くことは、ナルキッソスがしたのと同様に、泉の水面に映ったものを芸術の力でかき抱こうとすることだ。そういわずして、それ以外の何が絵画だと君はいえようか。

## 主題
オウディウスの『変身物語』によれば、ナルキッソスは、自身を映した姿に恋をした美青年であった。自身の映像から離れられず、彼は恋愛感情のため死に、ステュクス川を渡った時でさえ、自身の映像を見続けた (『変身物語』 3:339–510)。
ナルキッソスは類まれな美少年であった。彼の美しさは大勢の娘や若者を虜にしたが、ナルキッソスは彼らをはねつけることしかしない。ニンフのエコーもナルキッソスに恋をしていた。彼女はゼウスの浮気隠しをしていたことからゼウスの妻ヘラの怒りを買ってしまい、相手の言う言葉をオウム返しに繰り返すことしかできなくなっていた。
誰も愛することのないナルキッソスであったが、そんな彼にもついに意中の相手が現れる。ある時、狩りに出かけたナルキッソスは泉の水を飲もうと屈みこむ。すると、そこには、彼がこれまでに見たこともない美少年が映っていた。その姿が自分自身であることに気づかず、ナルキッソスは決して報われることのない恋に陥る。彼は毎日、泉から離れず、自分の姿を見つめ続けた。食事も摂らず、眠ることもしなかった彼は、ついに衰弱して死んでしまう。彼が死んだ場所には美しいスイセンの花が咲き、彼の化身となったが、スイセンはギリシア語でナルキッソスと呼ばれることになった。

## 作品

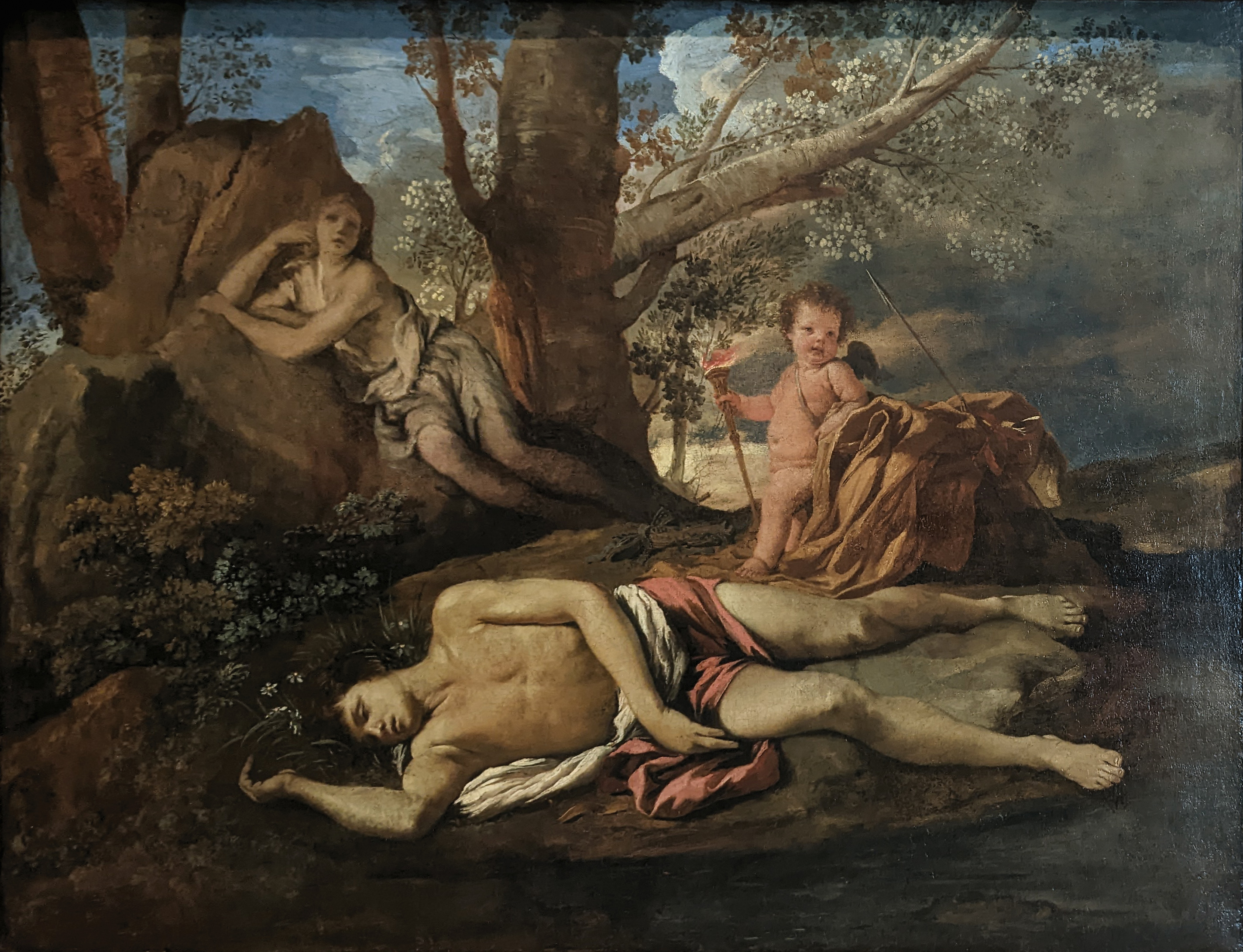
プッサン『エコーとナルキッソス』 (1602年ごろ)、ルーヴル美術館、パリ

ナルキッソスは、15世紀末のルネサンス期から絵画の主題として扱われるようになった。それらの絵画では、ナルキッソスに加え、スイセンの花とナルキッソスを見つめるエコー (ギリシア神話の聖霊) の姿が描かれることが多い。しかし、カラヴァッジョは優雅な錦織のプールポワンを身に着けた青年の小姓が両手を水際に置き、自身の映像を見つめる姿のみを描いた。 古代神話を暗示するものは何もなく、ナルキッソスはただのローマの若者にしか見えない。
絵画はちょうどトランプの絵柄のような上下対称の奇抜な構図を持っており、シンプルさゆえの臨場感を出している。鏡 (映像) は、古来から死と強く結びつけられていたが、絵画の雰囲気は憂鬱なものである。ナルキッソスの姿は自身の映像の円環に閉じ込められ、背景と水面も暗い色調で表されているため、真実はこの自身の映像を表す円環の中にしか存在しない。16世紀の文学批評家トンマーゾ・スティリアーニは、ナルキッソスの神話が「自身のものを過剰に愛する人々たちの不幸な結末をはっきりと示す」という当時の思想について説明している。